# إبراهيم بن تاج الدين
المهدي إبراهيم بن تاج الدين (توفي في يونيو / يوليو 1284) إمام الدولة الزيدية في اليمن من 1272 إلى 1276. زوجته جنات

## إعلان الإمامة
في أواخر القرن الثالث عشر ازدادت قوة سلالة بني رسول في اليمن. في شمال اليمن حاول نبلاء زيديين الحفاظ على وظيفة الأئمة بدرجات متفاوتة من النجاح. في يوليو 1272 أعلن إبراهيم بن أحمد تاج الدين بن بدر الدين وهو ابن شقيق الإمام السابق الإمام المنصور الحسن إمامته بلقب المهدي إبراهيم. استجاب لدعوته من قبل سكان في هادور، بنو راعي، بنو شهاب، وغيرهما من الأماكن. دخل بنو راعي وبنو شهاب مع سبعة أتباع ومن ثم أدى صلاة الجمعة بين 7،000 شخص. اندلعت الحرب بين الدولة الزيدية والدولة الرسولية. القائد الرسولي في صنعاء علم الدين سنجار الشعبي هزم الزيديين في 1273 وفي العام التالي عقد المهدي إبراهيم اتفاقية سلام مع السلطان المظفر يوسف.

## فشل الاستيلاء على صنعاء
ومع ذلك في أغسطس 1275 حاصر مجموعة من الجنود الرقيق المتمردين صنعاء ودعا الإمام والرجل القوي صارم الدين بن داود للإقامة في المدينة. قبل المهدي إبراهيم وصار قائد البلاد في مسجد بصنعاء. خطط القادة الزيديين للتقدم نحو ذمار. ومع ذلك كان رد فعل المظفر يوسف سريعة وتحرك بجيشه صوب صنعاء. قاد صارم الدين بن داود قواته التي تعرضت للهزيمة وبالكاد تراجع بعيدا. حوصر الإمام في قلعة. في نهاية المطاف تم القبض عليه بعد مقتل العديد من أتباعه. عامل السلطان الرسولي سجينه بطريقة حسنة وقدم له منزل للعيش في تعز. مكث هناك حتى وفاته في عام 1284. شخصيا على الرغم من فشله في شؤونه السياسية كان المهدي إبراهيم على نحو مشهود محارب شجاع، فارس شهير، وشاعر جيد.